# Ilja Ivanovič Aleksejev
Ilja Ivanovič Aleksejev (rusko Илья Иванович Алексеев), ruski general, * 18. julij 1772, † 3. oktober 1830.
Bil je eden izmed pomembnejših generalov, ki so se borili med Napoleonovo invazijo na Rusijo; posledično je bil njegov portret dodan v Vojaško galerijo Zimskega dvorca.

## Življenje
Sprva podčastnik se je leta 1794 odlikoval v bojih, tako da je bil povišan v stotnika. Leta 1799 je postal polkovnik in postal policijski načelnik v Moskvi. Leta 1806 je bila policija reorganizirana v milicijski dragonski polk in Aleksejev je postal poveljnik polka. Sodeloval je v vojni četrte koalicije in rusko-švedski vojni (1808–1809).
Med veliko patriotsko vojno je bil sprva poveljnik brigade, a je bil leta 1813 ranjen. Potem, ko si je opomogel, je leta 1814 postal poveljnik 3. dragonske divizije in naslednji dan je postal generalporočnik.